# 银冈书院
银冈书院位于现今中华人民共和国辽宁省铁岭市银州区，是一座始建于清朝顺治年间的书院，被相关专家认为是中国东北地区建院最早、影响最大、保存最完好、最有代表性的书院。现为中国全国重点文物保护单位。

## 历史
银冈书院是中国东北地区唯一一座保存至今的书院，由清代名臣郝浴在被流放关外期间主持修建。郝浴（1623年－1683年），字冰涤，直隶定州（今河北省定州市）人。顺治十一年（1654年），郝浴因得罪权臣吴三桂，被后者诬陷“冒功”，初论死罪，后改为流放关外。顺治十四年（1657年），清廷置奉天为陪都，并以此为喜事，有限度赦免盛京流人，允许他们在关外自由活动；次年，郝浴迁居铁岭，在铁岭南门内定居，并在居所开馆讲学，收授门徒，广交学者名流。其后郝浴在居所的基础上进行了扩建，将学堂命名为“致知格物之堂”。
康熙十四年（1675年），户部侍郎魏象枢上书朝廷建议召回郝浴，以平定吴三桂叛乱。康熙帝于是召还郝浴，仍授湖广道御史。郝浴临行前，将致知格物之堂以及书籍器物等捐给地方，并将学堂改名为“银冈书院”。此后二百余年，书院进行了多次修葺和扩建，一直是东北地区的著名学府。曾担任奉天府尹的屠沂撰文勒碑留记，在《重修银冈书院碑记》中写道：“余维天下之书院多矣，惟嵩阳、白麓、岳麓、石鼓四书院以大称，岂高阁周建，长廊四起云尔哉！盖大其人，故大其书院也。……兹铁岭片石，即与嵩阳、白麓、岳麓、石鼓四大书院而五焉，奚不可者”，将银冈书院与中国四大书院相提并论。光绪二十八年（1902年），银冈书院改为新式小学堂；次年，银冈书院兴办新学，名曰银冈学堂；光绪三十三年（1906年），银冈书院创办简易师范和中学堂。
1910年春，12岁的周恩来随伯父来到东北，曾在银冈书院学习半年。由于这层关系，中华人民共和国成立后，铁岭当地政府对银冈书院的保护颇为重视。1978年9月，当时的铁岭地区行署成立了“周恩来少年时代在铁岭读书纪念馆领导小组”，并投资重修银冈书院；次年9月27日，纪念馆开放。其后当地政府又于1995年和2004年对银冈书院进行了修复。现时银冈书院是辽宁省和全国重点文物保护单位，其中的周恩来少年读书旧址纪念馆，被列为辽宁省爱国主义教育基地。

## 建筑
书院整体坐北朝南，建筑面积约9000平方米。正门门楣椽头上刻篆书“文运暇昌”，门上悬挂的“银冈书院”为原中共辽宁省委书记闻世震所书，两侧挂有原中共辽宁省委宣传部长、散文家王充间提写之楹联：“文明沾溉八方河山映日，人杰隆兴百代桃李迎风”。门前东西两侧各置一块上马石。对面是影壁墙，高约1米，宽约3米，上书“银冈书院”四字。中庭为二进式院落，迎面三间正厅，为昔日书院之讲堂，东西厢各三间。庭院后为郝公祠，即最初的“致知格物之堂”，是为了纪念郝浴而设置。书院内另辟有周恩来少年读书旧址纪念馆，馆名由原国务院总理李鹏题写。